# Cliococca
Cliococca là một chi thực vật có hoa trong họ Linaceae.

## Loài
Chi Cliococca gồm các loài: